# Тиберій Клавдій Аттік Герод
Тиберій Клавдій Аттік Герод (лат. Tiberius Claudius Atticus Herodes; 65 — після 137) — державний діяч Римської імперії, консул-суффект 132 року.

## Життєпис
Походив з роду Клавдіїв Аттіків. Син Тиберія Клавдія Гіппарха. За часів Доміціана його родина втратила значну частину майна. Покращити своє становище Герод зумів завдяки захованому батьком скарбу (був прихований від Доміціана). За згодою імператора Нерви Герод взяв його собі. Ще більше майнове становище поліпшилося завдяки шлюбу із заможною афінянкою.
У 97 році став головним жерцем імператора в Афінах. Тут перебував до 102 року. У 98 році увійшов до сенату. З 99 до 103 року керував як імператорський легат-пропретор Юдеєю. У 132 році став консулом-суффектом разом з Публієм Суфенатом Вером. Завдяки підтримці імператора збільшив вплив у Спарті, патроном якої вважався. Тут набув статус фактичного володаря. У 133 році брав участь у придушенні повстання в Юдеї. Про подальшу долю немає відомостей.

## Родина
Дружина — Вібулія Алція Агриппіна
Діти:
- Тиберій Клавдій Аттік Герод, консул 143 року
- Клавдія Тізаменіс
- Тиберій Клавдій Аттік Геродіан